# Bart van Vegchel
Embertus Wilhelmus (Bart) van Vegchel (Tilburg, 1 juli 1877 – Boxtel, 21 mei 1968) was een Nederlands onderwijzer en kunstschilder.

## Levensloop
Hij was het oudste kind van de postbode Wilhelmus Leonardus van Vegchel en zijn vrouw Johanna de Jong. Van Vegchel was voorbestemd om geestelijke te worden. Van maart tot mei 1897 verbleef hij in het Missionarissen en Fraterhuis van de Fraters van Tilburg, waar hij op 14 april zijn hulpakte behaalde. Aansluitend verbleef hij een jaar in het Fratershuis in Deurne, vermoedelijk voor het behalen van zijn hoofdakte. In 1898 trad hij uit de geestelijke stand. Na enige tijd in Schin op Geul verbleven te hebben, trok hij in 1900 weer in bij zijn ouders in Tilburg. In 1901 vestigde hij zich als onderwijzer in Alkmaar, eerst alleen en vanaf 1902 samen met Truus van Hest, met wie hij dat jaar trouwde. Van 1905 tot 1923 verbleef het echtpaar Van Vegchel-van Hest in Nederlands-Indië, waar Van Veghel werkzaam was als "onderwijzer 1e klasse" in Surabaya. Teruggekomen in Nederland in 1923 vestigden ze zich eerst in Oisterwijk en in 1927 in Breda. In deze periode legde Van Vegchel zich toe op de schilderkunst. Hiervoor werd hij lid van de in 1933 opgerichte Bredasche Kunstkring. In 1948 overleed zijn vrouw. Van 1949 tot 1959 verbleef hij nog in Oisterwijk, van 1959 tot 1963 weer in Breda en vanaf 1963 weer in Oisterwijk.

## Werk
Van Vegchel werkte in een figuratieve stijl. Tot zijn onderwerpen behoren landschappen en portretten.
- Biografisch Portaal: 96156882
- RKD-Nederlands Instituut voor Kunstgeschiedenis: 109710